# Diplocaulobium schouteniense
Diplocaulobium schouteniense là một loài thực vật có hoa trong họ Lan. Loài này được (J.J.Sm.) A.D.Hawkes mô tả khoa học đầu tiên năm 1957.